# Ma Zhiyuan

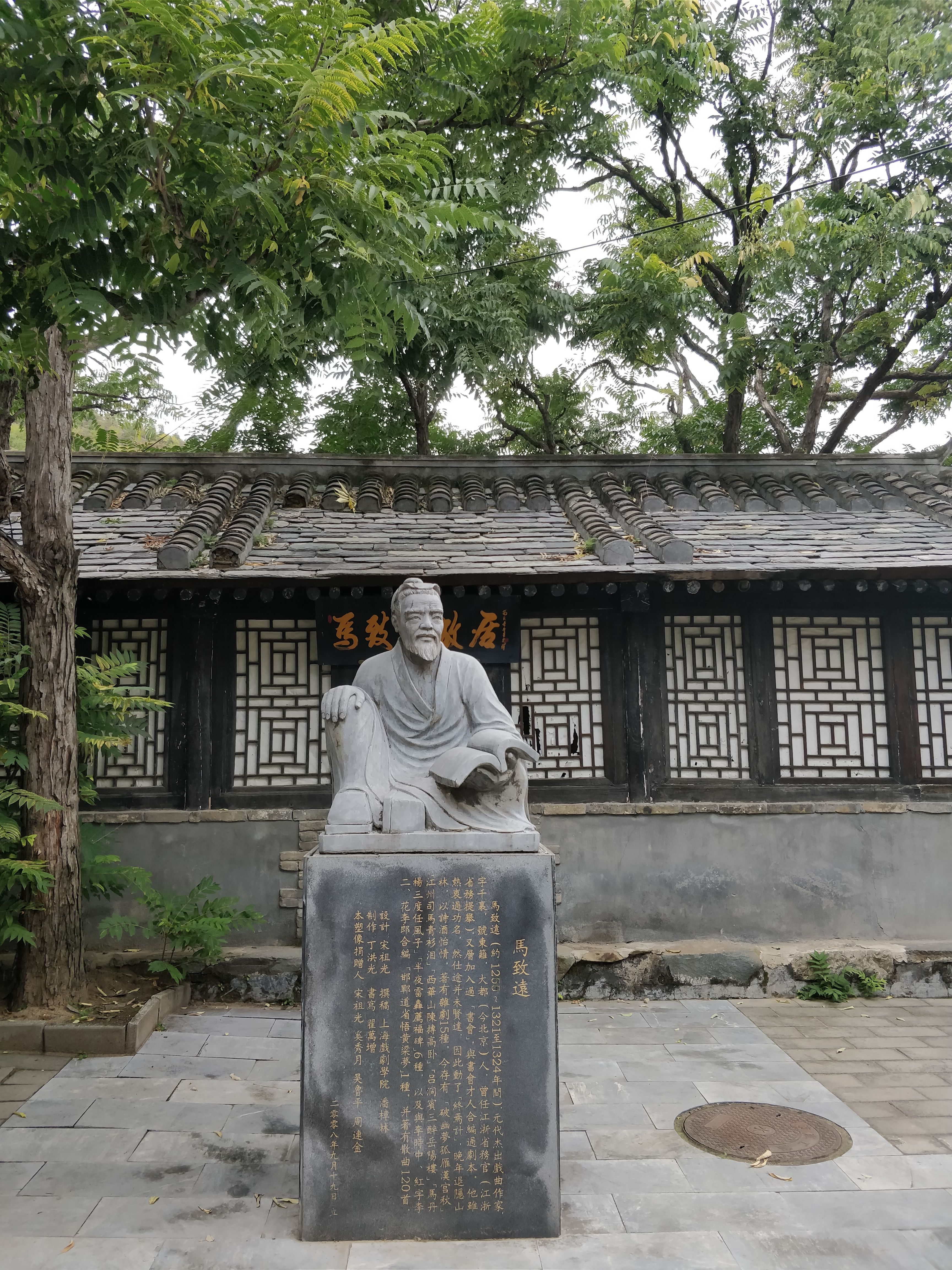
Estatua de Ma Zhiyuan en su antigua residencia.

Ma Zhiyuan (馬致遠, 1260-1325) fue un escritor chino de fines de la  dinastía Yuan. Dramaturgo y poeta, muchas de sus obras tienen temas taoístas.